# Distància de Minkowski
La distància de Minkowski és una mètrica en un espai vectorial normalitzat que es pot considerar una generalització tant de la distància euclidiana com de la distància de Manhattan.

## Definició
La distància de Minkowski d'ordre ''p'' entre dos punts X e Y:
{\displaystyle X=(x_{1},x_{2},\ldots ,x_{n}){\text{ i }}Y=(y_{1},y_{2},\ldots ,y_{n})\in \mathbb {R} ^{n}}
es defineix com:
{\displaystyle \left(\sum _{i=1}^{n}|x_{i}-y_{i}|^{p}\right)^{1/p}}
Per a {\displaystyle p\geq 1}, la distància de Minkowski és una mètrica com a resultat de la desigualtat de Minkowski. Quan {\displaystyle p<1}, la distància entre (0,0) i (1,1) és {\displaystyle 2^{1/p}>2}, però el punt (0,1) és una distància unitat d'ambdós punts. Com això viola la desigualtat del triangle, per a {\displaystyle p<1} no és una mètrica.
La distància de Minkowski s'utilitza normalment per a valors de p entre 1 i 2. El darrer porta a la distància euclidiana i el primer a la distància de Manhattan. En el cas límit que p tendint a infinit s'obté la distància de Chebyshev:
{\displaystyle \lim _{p\to \infty }{\left(\sum _{i=1}^{n}|x_{i}-y_{i}|^{p}\right)^{\frac {1}{p}}}=\max _{i=1}^{n}|x_{i}-y_{i}|.\,}
Igualment, per a p tendint a l'inifinit negatiu:
{\displaystyle \lim _{p\to -\infty }{\left(\sum _{i=1}^{n}|x_{i}-y_{i}|^{p}\right)^{\frac {1}{p}}}=\min _{i=1}^{n}|x_{i}-y_{i}|.\,}
La figura següent mostra els cercles unitaris per a diferents valors de p: